# Merkendorf, Ansbach
Merkendorf là một đô thị tại huyện Ansbach, bang Bayern nước Đức. Đô thị Merkendorf, Ansbach có diện tích 26,07 km², dân số thời điểm ngày 31 tháng 12 năm 2006 là 2820 người. Đô thị này tọa lạc 14 km về phía đông nam của Ansbach.